# José Viera Fuentes
José Viera Fuentes (Sevilla 1860, Antequera 1937), junto a su hermano Antonio Viera Fuentes, es el descubridor del dolmen de Viera y del tholos de El Romeral en el Sitio de los Dólmenes de Antequera, Málaga.. 

## Trayectoria
En el año 1893 es contratado como jardinero por el Ayuntamiento de Antequera y posteriormente se le encomienda la conservación del dolmen de Menga, que había sido declarado Monumento Nacional en 1886. Será en el curso de unos trabajos (llevados a cabo por iniciativa propia y a sus expensas) cuando proceda a excavar -junto a su hermano Antonio Viera Fuentes- en 1903 un cerrillo cercano, descubriendo en el mes de febrero una “Cueva Chica”; en comparación con la monumentalidad de la cueva de Menga. El arqueólogo Manuel Gómez-Moreno Martínez la denominará “dolmen de Viera” en honor al entusiasmo y tenacidad de estos hermanos. Las crónicas de la época refieren la expectación creada ante tal descubrimiento entre la población y la comunidad científica, que acude masivamente a presenciar el final de los trabajos.
En agosto de 1904 descubrirán en la vega de Antequera la “cueva del Cerrillo Blanco”, a la que el arquitecto Ricardo Velázquez Bosco dará el nombre de cueva del Romeral -actualmente tholos de El Romeral- por encontrarse en la finca del mismo nombre propiedad del ministro Francisco Romero Robledo. En su honor, el camino de cipreses construido posteriormente para su acceso recibirá el nombre de “Camino de los hermanos Viera”. 
Estos descubrimientos supondrán un punto de inflexión en la comprensión de la necrópolis al comenzar a estudiarse el dolmen de Menga de manera integrada con el dolmen de Viera y el tholos de El Romeral.
Los hermanos Viera no recibieron en la época ningún reconocimiento o recompensa por el descubrimiento, si bien la propia Real Academia de Bellas Artes de San Fernando medió por ellos ante el Ministerio de Instrucción Pública y Bellas Artes. En el año 2016 han sido nombrados a título póstumo Hijos Adoptivos de Antequera.